# Slobodan Marović
Slobodan Marović, cirill betűkkel Cлободан Mapoвић (Bar, 1964. július 13. –) jugoszláv válogatott montenegrói labdarúgó, hátvéd, edző.

## Pályafutása

### Klubcsapatban
Az Mornar Bar korosztályos csapatában kezdte a labdarúgást. 1986 és 1986 között az Osjiek, 1986 és 1991 között a Crvena zvezda labdarúgója volt. A belgrádi csapattal három jugoszláv bajnoki címet (1987–88, 1989–90, 1990–91) és egy kupagyőzelmet (1990) nyert és tagja volt az 1990–91-es idényben BEK-győztes csapatnak. 1992 és 1994 között a svéd IFK Norrköping játékosa volt, ahol 1994-ben svédkupa-győztes lett. 1994–95-ben a dán Silkeborg, 1996–97-ben a kínai Sencsen csapatában játszott.

### A válogatottban
1987 és 1989 között négy alkalommal szerepelt a jugoszláv válogatottban. 1987. augusztus 29-én Belgrádban, a szovjet válogatott ellen egy barátságos mérkőzésen mutatkozott be az A-válogatottban, ahol az 54. perben állt be Radmilo Mihajlović helyére. A találkozó 1–0-s szovjet győzelemmel ért véget. Utolsó hivatalos szereplése a jugoszláv válogatottban 1989. november 14-én a brazíliai João Pessoában egy Brazília elleni barátságos mérkőzésen volt, ahol 0–0-s döntetlen született.

### Edzőként
2010 és 2012 között a Crvena zvezda segédedzője volt. 2019 óta a kínai Kuangcsou City csapatánál dolgozik segédedzőként.

## Sikerei, díjai
Crvena zvezda
- Jugoszláv bajnokság
  - bajnok (3): 1987–88, 1989–90, 1990–91
- Jugoszláv kupa
  - győztes: 1990
- Bajnokcsapatok Európa-kupája (BEK)
  - győztes: 1990–91

 IFK Norrköping
- Svéd kupa
  - győztes: 1994

## Statisztika

### Klubpályafutás
| Csapat         | Ország      | Bajnokság   | Idény    | Mérk. | Gól |
| -------------- | ----------- | ----------- | -------- | ----- | --- |
| Osjiek         | Jugoszlávia | Prva liga   | 1984–85  | 11    | 0   |
| Osjiek         | Jugoszlávia | Prva liga   | 1985–86  | 15    | 0   |
| Crvena zvezda  | Jugoszlávia | Prva liga   | 1986–87  | 17    | 1   |
| Crvena zvezda  | Jugoszlávia | Prva liga   | 1987–88  | 30    | 1   |
| Crvena zvezda  | Jugoszlávia | Prva liga   | 1988–89  | 23    | 0   |
| Crvena zvezda  | Jugoszlávia | Prva liga   | 1989–90  | 27    | 2   |
| Crvena zvezda  | Jugoszlávia | Prva liga   | 1990–91  | 27    | 1   |
| IFK Norrköping | Svédország  | Allsvenskan | 1992     | 26    | 2   |
| IFK Norrköping | Svédország  | Allsvenskan | 1993     | 22    | 2   |
| IFK Norrköping | Svédország  | Allsvenskan | 1994     | 11    | 1   |
| Silkeborg      | Dánia       | Superligaen | 1994–95  | 15    | 0   |
| Sencsen        | Kína        | Szuperliga  | 1996     | ?     | ?   |
| Sencsen        | Kína        | Szuperliga  | 1997     | ?     | ?   |
| Összesen       | Összesen    | Összesen    | Összesen | 224   | 10  |

### Mérkőzései a jugoszláv válogatottban
| Jugoszlávia | Jugoszlávia         | Jugoszlávia                    | Jugoszlávia | Jugoszlávia | Jugoszlávia | Jugoszlávia  | Jugoszlávia | Jugoszlávia |
| #           | Dátum               | Helyszín                       | Hazai       | Eredmény    | Vendég      | Kiírás       | Gólok       | Esemény     |
| ----------- | ------------------- | ------------------------------ | ----------- | ----------- | ----------- | ------------ | ----------- | ----------- |
| 1.          | 1987. augusztus 29. | Belgrád, Crvena zvezda Stadion | Jugoszlávia | 0 – 1       | Szovjetunió | barátságos   | -           | 54'         |
| 2.          | 1989. augusztus 23. | Kuopio, Väinölänniemen stadion | Finnország  | 2 – 2       | Jugoszlávia | barátságos   | -           | 66'         |
| 3.          | 1989. október 28.   | Athén, Olimpiai Stadion (GRE)  | Ciprus      | 1 – 2       | Jugoszlávia | vb-selejtező | -           |             |
| 4.          | 1989. november 14.  | João Pessoa, Almeidão          | Brazília    | 0 – 0       | Jugoszlávia | barátságos   | -           |             |
|             | Összesen            |                                |             | 4           | mérkőzés    |              | 0           | gól         |